# Пенн Тауншип (округ Клірфілд, Пенсільванія)
Пенн Тауншип (англ. Penn Township) — селище (англ. township) в США, в окрузі Клірфілд штату Пенсільванія. Населення — 1200 осіб (2020).

## Демографія
Згідно з переписом 2010 року, у селищі мешкали 1264 особи в 520 домогосподарствах у складі 379 родин. Було 587 помешкань
Расовий склад населення:
| - 99,2 % — білих - 0,2 % — корінних американців - 0,1 % — чорних або афроамериканців - 0,1 % — азіатів |

До двох чи більше рас належало 0,4 %. Частка іспаномовних становила 0,8 % від усіх жителів.
За віковим діапазоном населення розподілялося таким чином: 20,9 % — особи молодші 18 років, 60,5 % — особи у віці 18—64 років, 18,6 % — особи у віці 65 років та старші. Медіана віку мешканця становила 45,9 року. На 100 осіб жіночої статі у селищі припадало 99,4 чоловіків;  на 100 жінок у віці від 18 років та старших — 97,6 чоловіків також старших 18 років.
Середній дохід на одне домашнє господарство  становив 51 882 долари США (медіана — 48 063), а середній дохід на одну сім'ю — 55 542 долари (медіана — 52 102). Медіана доходів становила 42 022 долари для чоловіків та 32 442 долари для жінок. За межею бідності перебувало 15,5 % осіб, у тому числі 17,9 % дітей у віці до 18 років та 3,5 % осіб у віці 65 років та старших.
Цивільне працевлаштоване населення становило 598 осіб. Основні галузі зайнятості: освіта, охорона здоров'я та соціальна допомога — 21,4 %, виробництво — 14,0 %, будівництво — 14,0 %.